# Underworld (serie de películas)
Underworld es una serie de películas de cine de ciencia ficción y acción creada por Len Wiseman, Patrick Tatopoulos, Måns Mårlind y Björn Stein. La primera película —Inframundo— se estrenó en 2003, la segunda —Inframundo: Evolución— en 2006, la tercera —Underworld: Rise of the Lycans—, una precuela de la primera de todas, el 23 de enero de 2009 y una cuarta hasta esa fecha —Underworld: Awakening—, una secuela de la segunda película, el 20 de enero de 2012. El 13 de enero de 2017 se estrenó —Underworld: Blood Wars—, la quinta entrega de la franquicia y secuela de la cuarta.

## Películas

### Inframundo(2003)
La primera película cuenta la historia de Selene, una verdugo cazadora de licántropos, que persigue a Michael, un humano, a su vez, perseguido por los licántropos. Selene intentará averiguar por qué le persiguen y terminará develando un complot contra los vampiros además de una terrible verdad acerca de Viktor, su creador. 
Los vampiros, hombres lobo y licántropos —los licántropos son los únicos capaces de transformarse tanto en humano como en lobo— no son criaturas sobrenaturales sino el resultado de un virus.
Se cuenta en la película que Alexander Corvinus es el primero de ambas razas. Fue el único sobreviviente de una plaga que golpeó su pueblo. Su cuerpo pudo, de alguna manera, moldear el virus haciéndolo más fuerte. Tuvo tres hijos, dos de los cuales heredaron el virus convirtiéndose en inmortales, pero es que además fueron mordidos, uno por un murciélago y otro por un lobo llegando a crear así las dos líneas —vampiros y hombres lobo—. El tercer hijo de Corvinus que no heredó la inmortalidad sí que lleva con él la línea de sangre como exacto duplicado del virus inicial, escondido en el código genético y traspasado a su descendencia humana a través de los siglos. Esto, según Singe, es la llave para crear razas híbridas.

### Inframundo 2: la evolución(2006)
La segunda película empieza donde acaba la primera parte. Selene lleva a Michael a un almacén lejos de cualquier peligro y planea despertar a Marcus, el último Decano vampiro que queda. Antes de que pueda hacerlo Marcus la encuentra y tienen un enfrentamiento. Marcus no desea ayudar a Selene y en lugar de eso quiere liberar a su hermano William Corvinus, el primero de los hombres lobo que está encerrado en un lugar del que solo parece tener conocimiento Selene.

### Inframundo 3: la rebelión de los Lycans(2009)
Es la tercera película de la serie de películas aunque cronológicamente se sitúa en los días anteriores al inicio de la guerra entre vampiros y licántropos. Sucede en la película que los hombres lobo son representados como bestias incapaces de controlarse hasta que uno de ellos da a luz a Lucian, el primero de los licántropos —capaces de transformarse en humanos u hombres lobo a voluntad—. Lucian es educado por Viktor como una manera de proteger su castillo pero aquel se enamora de Sonja, la hija de Viktor, y además se queda embarazada de Lucian. Después de que Viktor, temeroso de que exista un híbrido, mata a su hija Sonja, Lucian, ayudado por más licántropos, consigue iniciar una revuelta para liberar a su propia raza.

### Inframundo 4: el despertar(2012)
La cuarta película se estrenó en 3D y fue dirigida por Måns Mårlind y Björn Stein.
Quince años después de la anterior película la humanidad conoce la existencia tanto de vampiros como licántropos y decididos a acabar con ellos instaura una serie de medidas. Selene es capturada durante el genocidio y despierta después de doce años, momento en el que descubre que se encuentra en una instalación biotecnológica que desarrolla la cura contra los licántropos y vampiros. Es allí donde descubre la muerte de Michael, y que tiene una hija, que dio a luz antes de ser dormida, Eve, híbrida. En esta cuarta película deberá hacer frente a los licántropos y a Antigen, la organización biotecnológica que quiere recuperar a la hija de Selene.

### Inframundo 5: guerras de sangre(2016)
Underworld: Blood Wars es una película estadounidense de acción y ciencia ficción dirigida por Anna Foerster y escrita por Cory Goodman. Se trata de la quinta entrega de la serie de Underworld y la secuela de la película de 2012, Underworld: Awakening, con Kate Beckinsale retomando su papel como Selene. El resto del elenco principal incluye a Theo James, Tobias Menzies, Lara Pulver y Charles Dance. El rodaje comenzó el 19 de octubre de 2015, en Praga, República Checa. La película es el debut como director de Foerster.

## Producción
En septiembre de 2003, algo después del estreno de Underworld, la compañía productora Screen Gems y Lakeshore planearon crear una precuela que seguiría al estreno de la segunda parte de la franquicia. Kate Beckinsale quien interpretó el papel principal en la primera película mostró interés en retomar el mismo papel en la secuela y precuela.
En diciembre de 2005, el director de la anterior película y su secuela, Len Wiseman declaró que Underworld fue concebida como una trilogía. Wiseman dijo: «tenemos la historia e historias... una recopilación de ideas e historias que vamos sacando cada cierto tiempo.» También dijo que se estrenaría una tercera película si tenía éxito con la segunda, que en ese momento se estrenaba en un mes.
Hacia el 27 de octubre de 2007, Sony y Lakeshore confirmaron que Underworld sería una trilogía. La tercera entrega llevó por nombre Underworld: the rise of the Lycans y conllevó importantes cambios. El primero de ellos en la dirección, Wiseman daría paso a Patrick Tatopoulos quien había creado a las criatura en las primeras películas, Wiseman solo la produjo. El rodaje comenzó en enero de 2008 en Nueva Zelanda y su estreno se produjo en 2009. A fecha de 27 de octubre, Kate Beckinsale no estaba todavía confirmada —finalmente no participó— pero sí volvieron Michael Sheen como Lucian, Bill Nighy como Viktor y, como novedad, Rhona Mitra como Sonja, hija de Viktor.
Alrededor del 8 de agosto de 2009 en ShockTillYouDrop.com debido al éxito de la precuela Rise of the Lycans desde Sony Screen Gems se especulaba con una cuarta entrega de la serie de películas ya que la anterior había recaudado 91,1 millones a nivel mundial habiendo triplicado su coste —35 millones—. Algo más adelante se confirmó que el guionista de la película sería John Hlavin que confirmó que «no sería una precuela» sino algo para «para honrar a los fans de la franquicia, y al mismo tiempo, introducir nuevos elementos.» Aunque hasta ese momento no se confirmó si Beckinsale o Mitra volverían a interpretar sus papeles o si Wiseman sería el nuevo director de la película. Aunque se rumoreaba el regreso de Beckinsale no fue hasta la confirmación de Lakeshore y Screen Gems Entertainment que el rumor se hizo oficial. La producción se llevó a cabo en Vancouver. Finalmente la dirección la llevó a cabo Måns Mårlind y Bjorn Stein.

## Personajes

### Apariciones: tabla

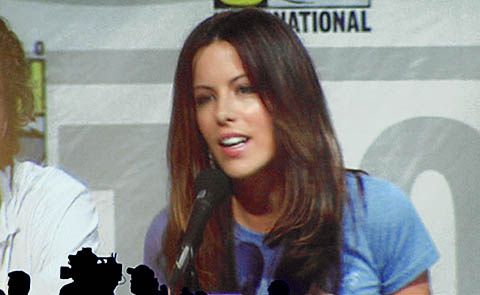
Kate Beckinsale (Selene)
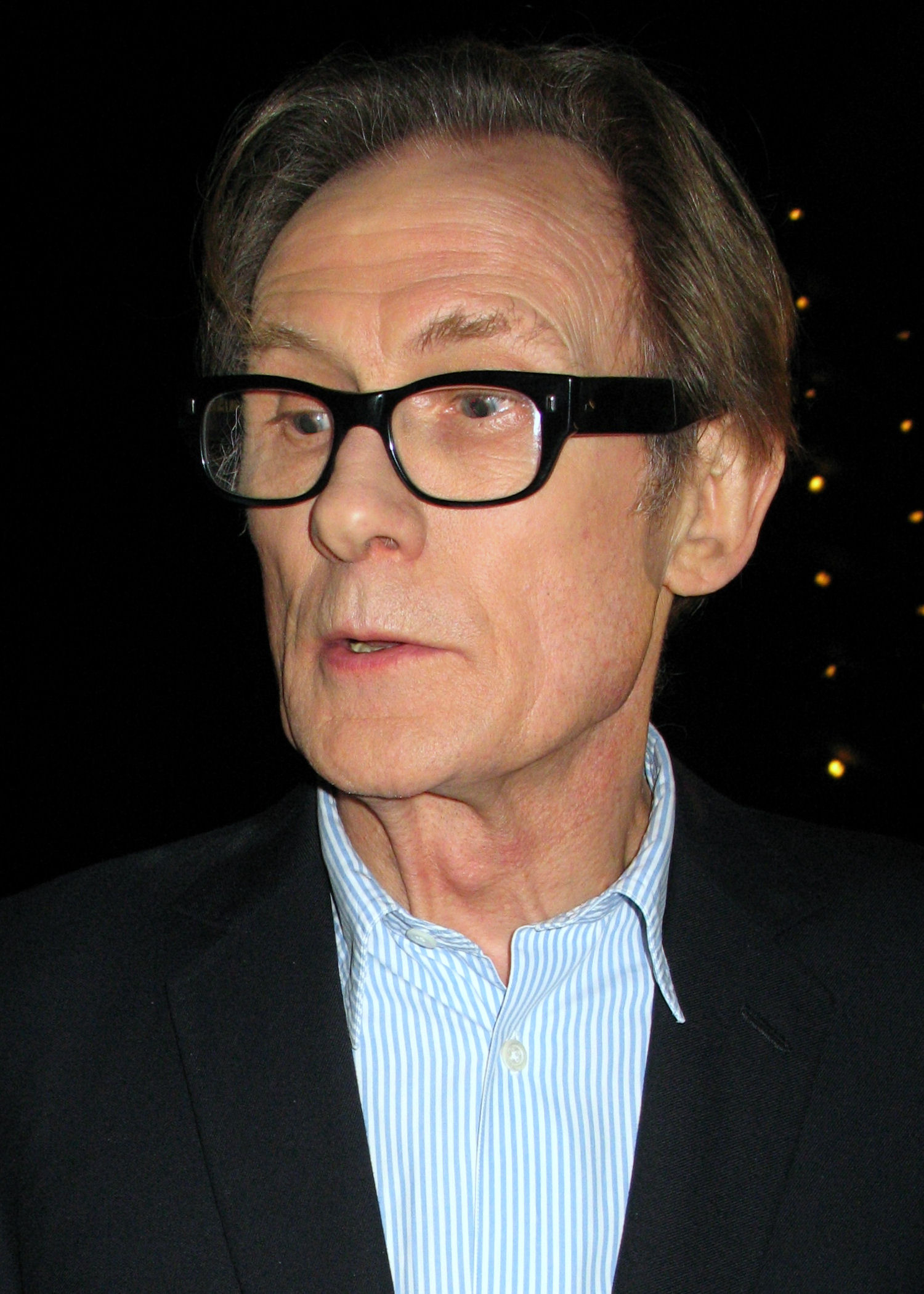
Bill Nighy (Viktor)
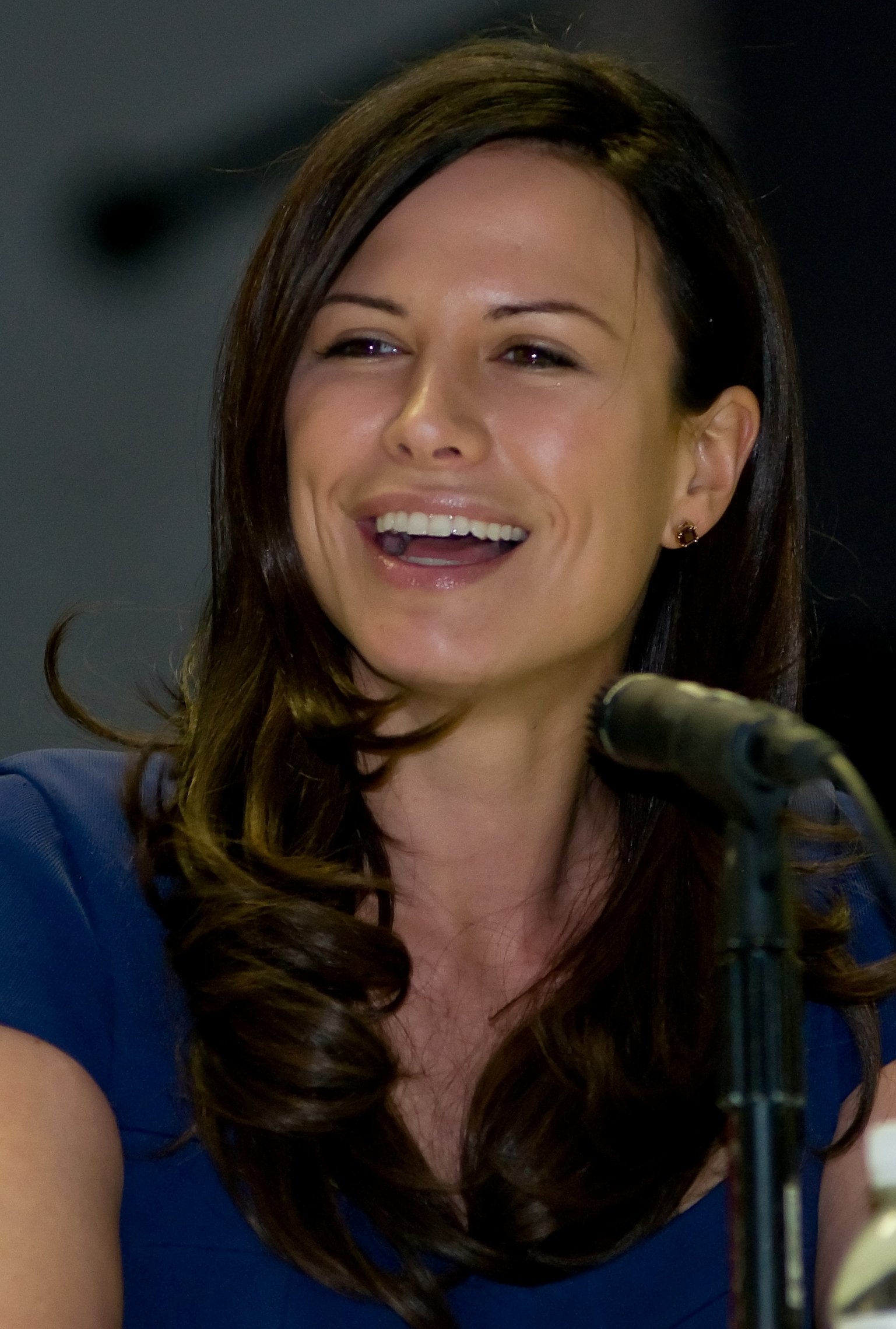
Rhona Mitra (Sonja)
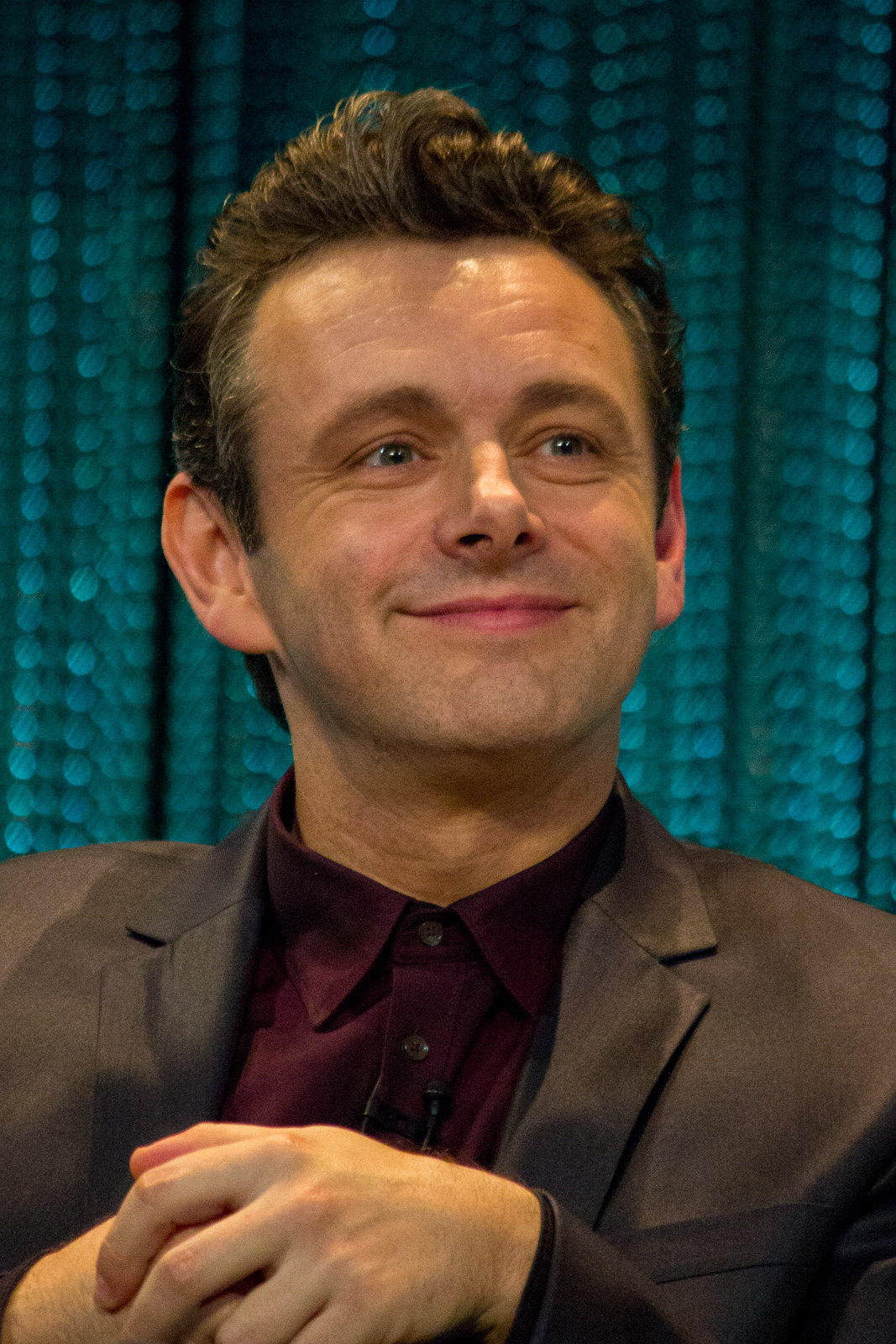
Michael Sheen (Lucian)
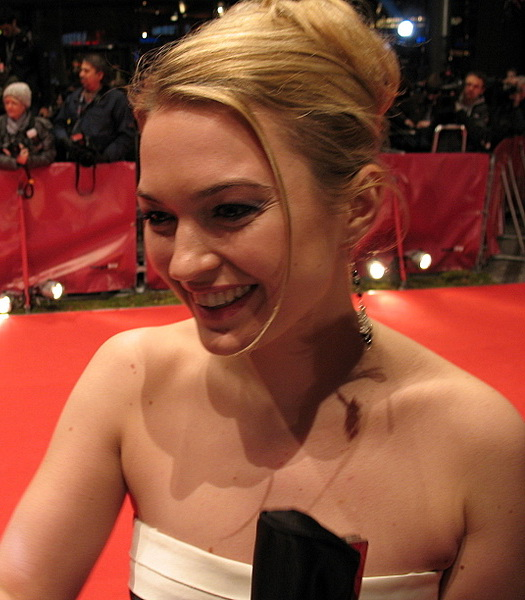
Sophia Myles (Erika)

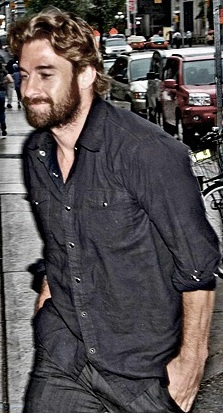
Scott Speedman (Michael)
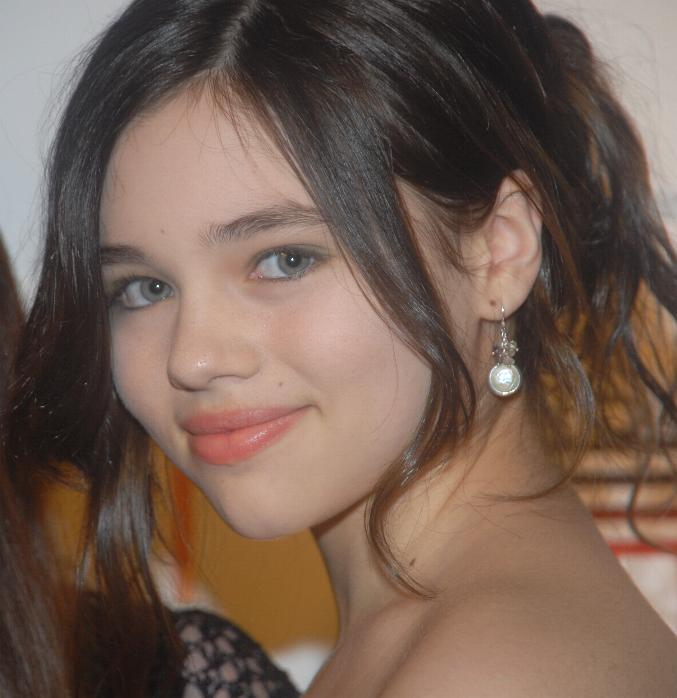
India Eisley (Sujeto dos/Eve)
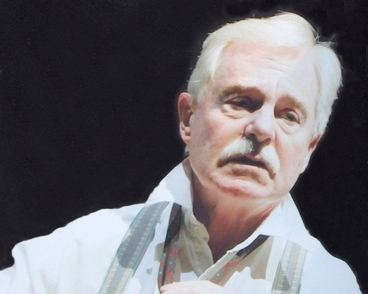
Derek Jacobi (Alexander Corvinus)
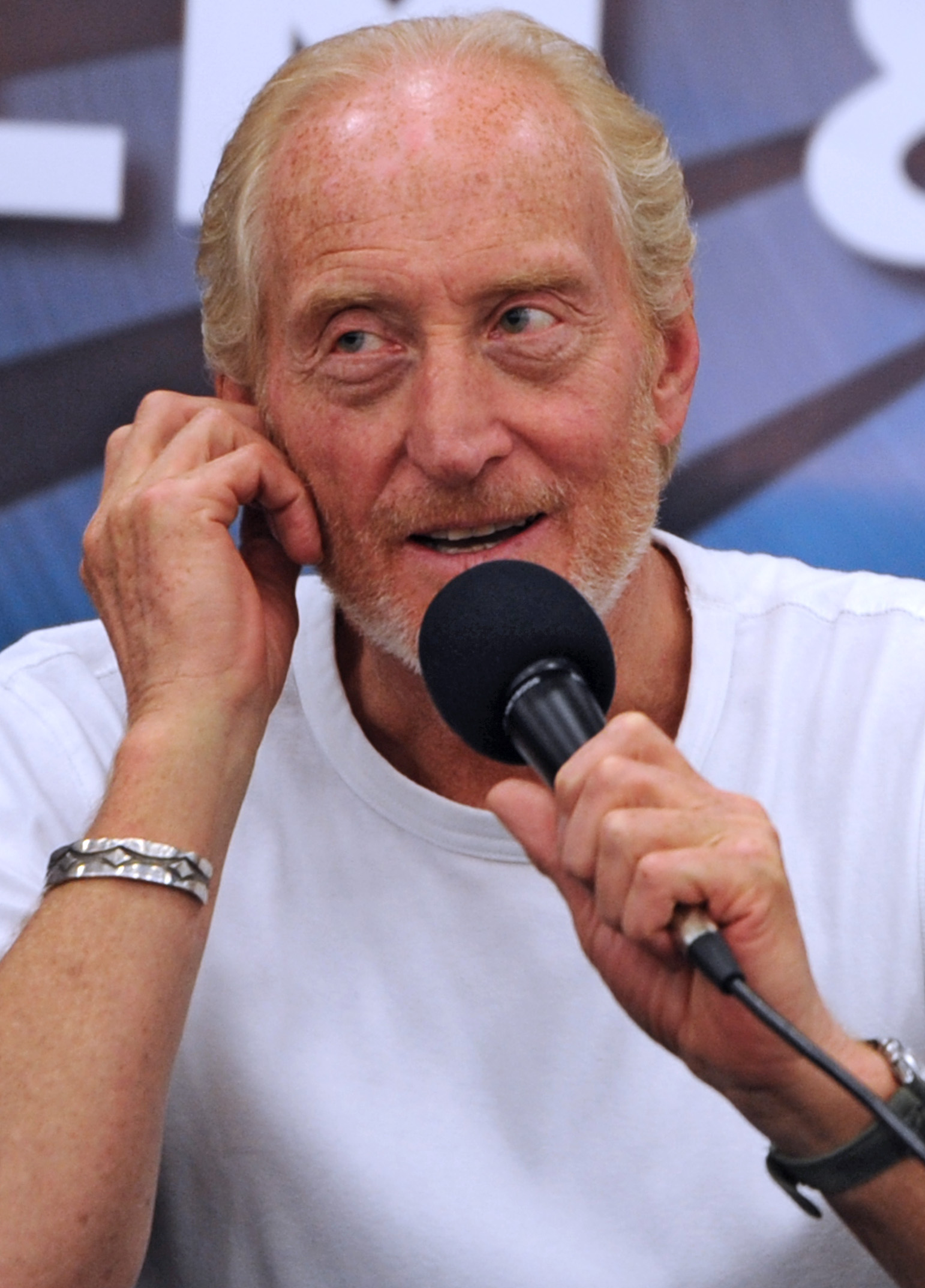
Charles Dance (Thomas)
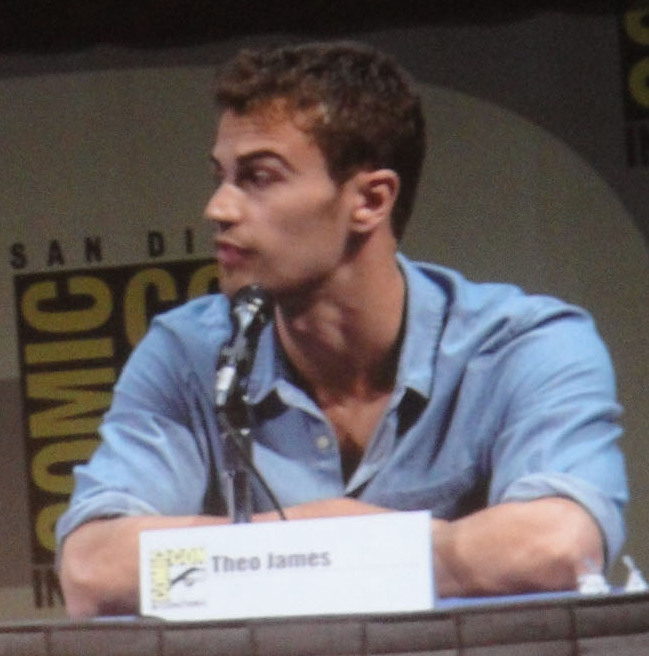
Theo James (David)

|                     | Underworld      | Underworld: Evolution                    | Underworld: Rise of the Lycans              | Underworld: Awakening                     | Underworld: Blood Wars                                                    |
| ------------------- | --------------- | ---------------------------------------- | ------------------------------------------- | ----------------------------------------- | ------------------------------------------------------------------------- |
| Selene              | Kate Beckinsale | Kate Beckinsale                          | Kate Beckinsale (voz y material de archivo) | Kate Beckinsale                           | Kate Beckinsale                                                           |
| Viktor              | Bill Nighy      | Bill Nighy                               | Bill Nighy                                  | Bill Nighy (solo material de archivo)     |                                                                           |
| Lucian              | Michael Sheen   | Michael Sheen (solo material de archivo) | Michael Sheen                               | Michael Sheen (solo material de archivo)  |                                                                           |
| Kraven              | Shane Brolly    | Shane Brolly                             | Shane Brolly (solo voz)                     | Shane Brolly (solo material de archivo)   |                                                                           |
| Michael Corvin      | Scott Speedman  | Scott Speedman                           |                                             | Scott Speedman (solo material de archivo) | Scott Speedman (solo material de archivo) Trent Garrett (Doble de cuerpo) |
| Erika               | Sophia Myles    | Sophia Myles                             |                                             |                                           |                                                                           |
| Raze                | Kevin Grevioux  |                                          | Kevin Grevioux                              |                                           |                                                                           |
| Amelia              | Zita Görög      | Zita Görög                               | Mencionado                                  |                                           | (solo material de archivo)                                                |
| Soren               | Scott McElroy   | Scott McElroy                            |                                             | Scott McElroy (solo material de archivo)  |                                                                           |
| Sonja               | Jázmin Dammak   |                                          | Rhona Mitra                                 |                                           |                                                                           |
| Kahn                | Robbie Gee      |                                          |                                             |                                           |                                                                           |
| Singe               | Erwin Leder     |                                          |                                             |                                           |                                                                           |
| Andreas Tanis       |                 | Steven Mackintosh                        | Steven Mackintosh                           |                                           |                                                                           |
| Marcus Corvinus     | Mencionado      | Tony Curran                              | Mencionado                                  | Tony Curran (solo material de archivo)    |                                                                           |
| Alexander Corvinus  | Mencionado      | Derek Jacobi                             |                                             | Mencionado                                |                                                                           |
| William Corvinus    |                 | Brian Steele                             |                                             | Brian Steele (solo material de archivo)   |                                                                           |
| Lida                |                 |                                          |                                             | Sandrine Holt                             |                                                                           |
| Detective Sebastian |                 |                                          |                                             | Michael Ealy                              |                                                                           |
| Eve/Sujeto dos      |                 |                                          |                                             | India Eisley                              |                                                                           |
| Thomas              |                 |                                          |                                             | Charles Dance                             | Charles Dance                                                             |
| David               |                 |                                          |                                             | Theo James                                | Theo James                                                                |
| Marius              |                 |                                          |                                             |                                           | Tobias Menzies                                                            |
| Samira              |                 |                                          |                                             |                                           | Lara Pulver                                                               |
| Lena                |                 |                                          |                                             |                                           | Clementine Nicholson                                                      |
| Alexia              |                 |                                          |                                             |                                           | Daisy Head                                                                |
| Gregor              |                 |                                          |                                             |                                           | Oliver Stark                                                              |
| Hajna               |                 |                                          |                                             |                                           | Brian Caspe                                                               |

- Kate Beckinsale 
(Selene)
- Bill Nighy 
(Viktor)
- Rhona Mitra
(Sonja)
- Michael Sheen 
(Lucian)
- Sophia Myles
(Erika)

- Scott Speedman 
(Michael)
- India Eisley 
(Sujeto dos/Eve)
- Derek Jacobi 
(Alexander Corvinus)
- Charles Dance 
(Thomas)
- Theo James 
(David)

### Vampiros

#### Amelia
Amelia es un personaje ficticio interpretado por Zita Görög de la serie Underworld. Poco se sabe de este personaje salvo que aparece en Underworld: evolution en un flashback ayudando a capturar a William, el hermano hombre lobo de Marcus, y que parece ser que vive bien al otro lado del Pacífico o al otro lado del Atlántico ya que en una escena en Underworld se dice que con la llegada de Amelia a EE. UU. las dos casas separadas por «un gran océano» estarán unidas en una «única familia». Es una de los Decanos junto a Marcus y a Viktor. En la primera película llega a EE. UU. para asistir a la ceremonia del despertar de Marcus, y a la vez despertarlo, según se cuenta en una escena.

#### Andreas Tanis
Andreas Tanis es un personaje ficticio de la serie de películas Underworld. Está interpretado por Steven Mackintosh y aparece en la segunda y tercera película. Andreas Tanis como se cuenta en Underworld: rise of the Lycans es el consejero o el intelectual al servicio de Viktor que guarda pergaminos además de la llave que abre el collar que impide la transformación a Lucian en hombre lobo. En Underworld: evolution se desvela que después de encerrar a William, Viktor decidió encerrarlo por medio de Selene en una torre de por vida por haber recogido por escrito mentiras sobre Viktor aunque Selene descubre en la misma película que esas mentiras realmente eran verdades. En concreto en la película lleva trescientos años encerrado.

#### David
David es un personaje ficticio de la película Underworld: Awakening está interpretado por Theo James. Se trata de un vampiro que se oculta bajo tierra desde que la humanidad declaró la guerra a los vampiros y a los licántropos. Vive allí con su padre —Thomas— y un grupo de los pocos vampiros que quedan. La primera vez que tiene contacto con Selene es en esa película ya que solo aparece en Awakening y la lleva al refugio para que anime a los demás vampiros a defenderse de los licántropos y la humanidad.

#### Erika
Erika es un personaje ficticio que solo aparece en Underworld su intención es la de sustituir a Selene en la posición que mantiene hacia Kraven ayudándola a escapar en algunas situaciones para beneficiarse ella misma.

#### Kraven
Kraven es un personaje ficticio de la franquicia de películas de Underworld está interpretado por Shane Brolly. Aparece en la primera película y en las primeras escenas de la segunda película donde es asesinado por Marcus por su traición, Según la primera película este personaje Kraven es el encargado de vigilar la casa de los vampiros donde duermen los Decanos Viktor, Marcus y Amelia mientras no está presente uno de ellos. Poco se sabe de este personaje salvo que en la época de la guerra entre licántropos y vampiros fue el encargado de matar a Lucian, el jefe de los licántropos.

#### Marcus Corvinus
Marcus Corvinus es un personaje ficticio interpretado por Tony Curran del mundo de Underworld. Se trata del primer vampiro, hijo de Alexander Korvinus y hermano de William Korvinus, el primer hombre lobo. Cuando la plaga que asoló el pueblo fue asimilada por su padre, le pasó el gen de la inmortalidad, seguidamente fue mordido por un murciélago convirtiéndose así en el primer vampiro oficial de la serie de películas. Él fue quien convirtió a Viktor. Es, junto a Amelia y Viktor uno de los tres grandes Decanos del mundo vampírico dentro de la película y reina en turno de cien años cada dos cientos, estos dos cientos años restantes los pasa durmiendo en letargo junto a otro de los Decanos. Al final de la primera película es despertado accidentalmente por la sangre de un licántropo convirtiéndose así en un híbrido de licántropo y vampiro.[cita requerida] En la segunda película busca despertar a su hermano William que está en un lugar que solo conoce Selene.

#### Selene
Selene es un personaje ficticio interpretado por Kate Beckinsale en la serie de películas Underworld. El hermano de Marcus, William, era un hombre lobo incapaz de controlar sus impulsos o de transformarse en ser humano, para controlarlo Viktor ordenó que lo encerraran de por vida en una prisión con forma de Doncella de hierro cuya construcción fue encomendada al padre de Selene, siendo ella la única persona viva que vio su localización exacta siendo niña, por lo que su recuerdo aun está latente en su sangre.
Cuando Lucian inició la revuelta de los licántropos, y huyó robando la mitad de la llave del sarcófago de William, Viktor, temeroso de que se éste supiera cuál era la función de la llave, decidió asesinar al fabricante y toda su familia, pero cuando quiso matarla, le recordaba tanto a su hija Sonja que prefirió hacerle creer que fueron los licántropos quienes masacraron a su familia y él quien la salvó, tras lo cual la convirtió en vampiro, desde ese momento, su odio hacia los licántropos la motivó a entrenar hasta convertirse en la más hábil y letal entre los Death Dealers, un grupo de asesinos que se encargan de cazar y exterminar a los licántropos desde que empezó la guerra contra los vampiros.
Desde hace seis siglos se encarga de realizar esta tarea como se afirma al comienzo de la primera película, hasta que se enamora de Michael Corvin, descendiente de Alexander Corvinus, a quien se dedica a proteger de ambos bandos, lo que la lleva a enterarse de la verdad, asesinar a Viktor y Markus, engendrar una hija híbrida y heredar la sangre de Alexander Corvinus, el primer y más poderoso inmortal.

## Recepción
| Película                       | Rotten Tomatoes   | Rotten Tomatoes  | Rotten Tomatoes     | Metacritic      | CinemaScore | IMDb                | FilmAffinity       |
| Película                       | Crítica           | Top Critics      | Audiencia           | Metacritic      | CinemaScore | IMDb                | FilmAffinity       |
| ------------------------------ | ----------------- | ---------------- | ------------------- | --------------- | ----------- | ------------------- | ------------------ |
| Underworld                     | 31% (162 reseñas) | 27% (45 reseñas) | 79% (495 713 votos) | 42 (34 reseñas) | B+          | 7.0 (271 879 votos) | 5.7 (48 413 votos) |
| Underworld: Evolution          | 17% (103 reseñas) | 11% (28 reseñas) | 72% (567 104 votos) | 36 (21 reseñas) | B+          | 6.7 (201 498 votos) | 5.6 (18 774 votos) |
| Underworld: Rise of the Lycans | 29% (78 reseñas)  | 24% (21 reseñas) | 63% (232 528 votos) | 44 (14 reseñas) | B+          | 6.5 (161 349 votos) | 5.6 (13 301 votos) |
| Underworld: Awakening          | 25% (75 reseñas)  | 35% (20 reseñas) | 62% (98 420 votos)  | 39 (17 reseñas) | A-          | 6.3 (155 557 votos) | 5.1 (9 299 votos)  |
| Underworld: Blood Wars         | 21% (97 reseñas)  | 12% (25 reseñas) | 49% (21 959 votos)  | 23 (17 reseñas) | B+          | 5.7 (76 820 votos)  | 4.6 (3 642 votos)  |
| Promedio                       | 25%               | 22%              | 65%                 | 37              | B+          | 6.4                 | 5.3                |